# Bataille de Vasai
La bataille de Vasai ou la bataille de Bassein a lieu entre l'Empire marathe et l'Empire portugais à Vasai (portugais, Baçaim; anglais, Bassein), une ville proche de Bombay dans le Konkan, région de l'état actuel du Maharashtra. Les Marathes sont dirigés par Chimaji Appa, un frère du Peshwa Bajirao Ier .

## Contexte
En 1736, les Portugais travaillent depuis quatre ans à la construction de la forteresse de Thana et, mis à part les longs retards, les ouvriers ne sont ni payés ni nourris . Les locaux fatigués de l'oppression, invitent finalement  les Marathes à prendre possession de l'île de Salsette, préférant leur domination à celle des Portugais. Tels sont quelques-uns des facteurs qui affaiblissent Vasai et préparent le terrain pour les attaques Marathes.
Après la guerre de 1737-1739, Chimaji Appa et ses soldats Marathes prennent les cloches de l'église de Vasai comme souvenirs et les installent dans divers temples hindous du Maharashtra, tels que le Temple Khandoba de Jejuri et le Temple Tulja Bhavani d'Osmanabad. Ces cloches d'église sont toujours présentes dans ces temples . La garnison de Baçaim, grâce aux renforts reçus de Goa, est d'environ 1 200 soldats, parmi des auxiliaires portugais et indiens .

## Siège
Le siège de Baçaim commence le 17 février 1739. Tous les avant-postes portugais autour du fort majeur de Baçaim sont pris. Leurs routes d'approvisionnement en provenance du nord et du sud sont bloquées, et avec les Anglais occupant les mers, même cette route n'est pas fiable. Chimaji Appa arrive à Bhadrapur près de Baçaim en février 1739. Selon un récit portugais, ses forces comptent 40 000 fantassins, 25 000 cavaliers et environ 4 000 soldats entraînés à la pose de mines. Elles possèdent en outre 5 000 chameaux et 50 éléphants. D'autres rejoignent Salsette dans les jours suivants, augmentant le nombre total de troupes Marathes rassemblées pour prendre Baçaim à près de 100 000 hommes. Les Portugais, alarmés par cette menace, décident d'évacuer Bandra, Versova et Dongri pour mieux défendre Baçaim. Conformément aux ordres du vice-roi portugais, Pedro Mascarenhas (Comte de Sandomil), seules Baçaim, Damão, Diu et Karanja (Uran) doivent être défendues. Celles-ci sont dûment fortifiées. En mars 1739, Manaji Angre attaque Uran et la prend aux Portugais. Cela est suivi par des victoires faciles pour les Marathes à Bandra, Versova et Dharavi que la garnison portugaise quitte. Manaji Angre rejoint ensuite Chimaji Appa à Vasai. Ainsi, en avril 1739, l'étau autour de Baçaim se resserre encore.

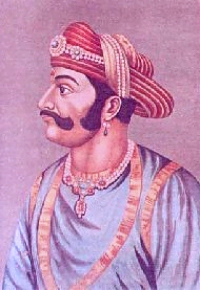
Malhar Rao Holkar I

La capture de Thana et Dharavi signifie que même les petits bateaux ne peuvent pas atteindre Baçaim sans être touchés par les canons Marathes. Pourtant, le général Martinho Da Silva décide de se battre et Chimaji Appa de démolir le fort.

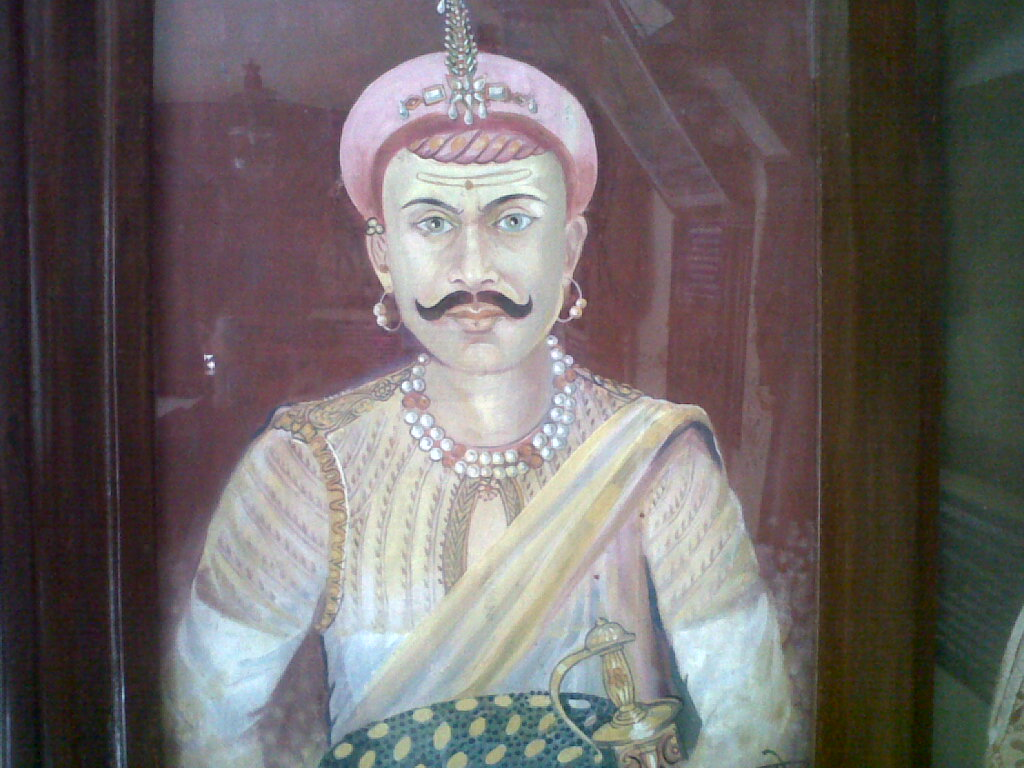
Une peinture de Chimaji Ballal Peshwa près du temple Parvati à Pune

À l'intérieur du fort lui-même, les tours de São Sebastião et de Nossa Senhora dos Remedios font face aux Marathes à Bhadrapur. La caserne et tout le reste se trouvent à l'intérieur, avec la porte principale faisant face à la crique de Vasai. Chimaji Appa commence le siège le 1er mai 1739 en posant 10 mines près des murs proches de la tour de Remedios. Les soldats Marathes chargent dans la brèche provoquée par l'explosion de quatre d'entre elles. Presque immédiatement, ils essuient le feu des fusils et des mousquets portugais. Chimaji Appa, Malhar Rao Holkar, Ranoji Shinde et Manaji Angre incitent leurs contingents à escalader les murs tout au long de la journée. Le lendemain, le 2 mai, les tours de São Sebastião et Remedios sont attaquées à plusieurs reprises. D'autres mines sont déclenchées au cours de la journée, provoquant de grandes brèches dans les murs, entre les deux tours. Environ 4 000 soldats marathes tentent d'affluer dans le fort, mais la résistance portugaise est féroce. Ils réussissent également à défendre les deux tours en allumant du bois de chauffage. Le 3 mai, la tour de São Sebastião est démolie par une mine marathe. Les armées Marathes peuvent désormais facilement entrer dans le fort, sans craindre de se faire tirer dessus depuis la tour. L'encerclement et la défaite des Portugais est complète. Chimaji Appa décide de résoudre le conflit à ce stade en envoyant un messager aux Portugais. Dans sa lettre, il les avertit que toute la garnison serait massacrée et le fort rasé si les combats continuent. Le commandant portugais responsable du fort se rend finalement le 16 mai 1739.

## Conséquences
Le général Marathe ordonne que le reste de la garnison quitte Baçaim avec des drapeaux déployés, des mousquets à l'épaule et jouant du tambour, et qu'il soit transporté par voie maritime jusqu'à Bombay . Le 23 mai 1739, le drapeau safran flotte au sommet de Baçaim .